# Эрдёш, Виктор
Виктор Эрдёш (венг. Erdős Viktor; род. 2 сентября 1987, Бекешчаба) — венгерский шахматист, гроссмейстер (2007).

## Карьера
Чемпион мира среди юношей в категории до 14 лет (2001, Оропеса-дель-Мар). Чемпион Венгрии 2011 года. На Кубке мира 2017 года в первом раунде обыграл Бассема Амина, но уступил в 1/32 финала Петру Свидлеру.
В составе сборной Венгрии участвовал в Шахматной олимпиаде 2018 года, двух командных чемпионатах мира (2013, 2017), трёх командных чемпионатах Европы (2013, 2017, 2019).
Чемпион Боснии и Герцеговины среди клубов 2013 года в составе «Босны». Шестикратный победитель клубных чемпионатов Венгрии (2013/14, 2013/14, 2014/15, 2015/16, 2016/17, 2017/18, 2018/19) в составе «Аквапрофита». Двукратный победитель клубных чемпионатов Словакии (2016/17, 2017/18) в составе «Дунайска-Стреды».
| Графики недоступны из-за технических проблем. См. информацию на Фабрикаторе и на mediawiki.org. |